# Myiarchus stolidus
El copetón bobito (Myiarchus stolidus), también denominado atrapamoscas juí o manuelito (en la República Dominicana), es una especie de ave paseriforme de la familia Tyrannidae perteneciente al numeroso género Myiarchus. Se encuentra en La Española y Jamaica. 

## Distribución y hábitat
Se encuentra en las grandes islas antillanas de Jamaica y La Española (República Dominicana y Haití) e islas aledañas.
Esta especie es considerada común en sus hábitats naturales: los bosques de tierras bajas y sus bordes, bosques áridos, matorrales y bosques de manglares. También en pinares (Pinus) o remanentes pero no en plantaciones de café en La Española. Es menos frecuente en bordes de bosques húmedos de elevaciones medias. Hasta los 1800 m de altitud.

## Sistemática

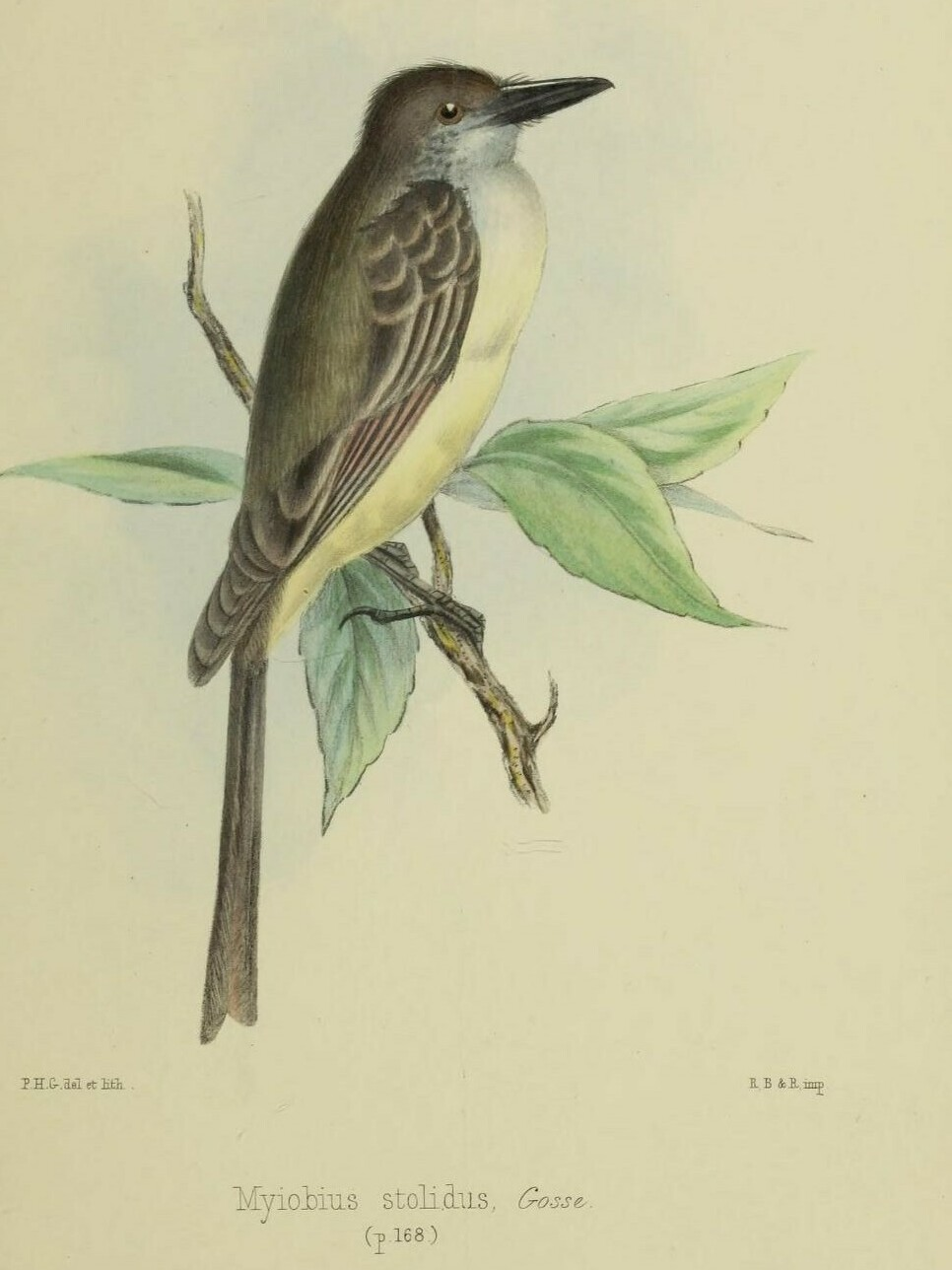
Myiobius stolidus, ilustración de Gosse, en Illustrations of the birds of Jamaica, 1849.

### Descripción original
La especie M. stolidus fue descrita por primera vez por el ornitólogo británico Philip Henry Gosse en 1847 bajo el nombre científico Myiobius stolidus; su localidad tipo es: «Jamaica».

### Etimología
El nombre genérico masculino «Myiarchus» se compone de las palabras del griego «μυια muia, μυιας muias» que significa ‘mosca’, y «αρχος arkhos» que significa ‘jefe’; y el nombre de la especie «stolidus», en latín significa ‘tonto’, ‘estúpido’.

### Taxonomía
Ya fue considerado conespecífico con Myiarchus sagrae y Myiarchus antillarum.

### Subespecies
Según las clasificaciones del Congreso Ornitológico Internacional (IOC) y Clements Checklist/eBird se reconocen dos subespecies, con su correspondiente distribución geográfica:
- Myiarchus stolidus dominicensis (Bryant), 1867 – La Española (Haiti, República Dominicana) e islas adyacentes (Gonâve, Tortuga, Grande Cayemite, isla de la Vaca, Beata, Catalina, Saona).
- Myiarchus stolidus stolidus (Gosse), 1847 – Jamaica.